# Christophe Deborsu
Christophe Deborsu (Namen, 23 april 1965) is een Belgisch Wetstraatjournalist bij de RTL. Hij studeerde rechten aan de Katholieke Universiteit Leuven en communicatiewetenschappen aan de Université catholique de Louvain. 
Toen Deborsu aan Yves Leterme tijdens het formatieberaad op de nationale feestdag 2007 net voor het Te Deum vroeg om de Brabançonne te zingen, begon deze de Marseillaise te zingen.
Eerder werkte hij mee aan het nep-journaal Bye Bye Belgium.
Hij is in Vlaanderen ook bekend door zijn deelname aan De Slimste Mens ter Wereld in het seizoen 2008-2009. Zijn eerste optreden in Vlaanderen maakte hij echter in Het Journaal in de wekelijkse rubriek De taalgrens op zaterdag. Daarin werd het nieuws uit Wallonië van de afgelopen week kort samengevat.
Daarnaast was hij kapitein in De Tabel van Mendelejev en gaf hij, samen met zijn broer Frédéric, hun visie op de gebeurtenissen in Wallonië in het programma De Zevende Dag in de seizoenen 2008-2009 en 2009-2010.
In 2011 nam hij, als Franstalige "bekende Vlaming", deel aan het Groot Dictee der Nederlandse Taal, waarin hij minder fouten maakte dan de gemiddelde deelnemer.
Deborsu schrijft een column met als titel La Wallonie profonde in de Vlaamse krant De Standaard. Hij publiceerde het boek Dag Vlaanderen, Hoe Walen echt leven en denken in 2011 bij uitgever Borgerhoff & Lamberigts. In 2014 kwam er Dag, Bonjour!, in 2016 Le Petit Deborsu Namur en in 2024 de tweetalige roman Bente en Boudewijn, een Belgisch liefdesverhaal - Bente et Baudouin, la dernière histoire belge.
In 2012 ging hij samenwerken met Woestijnvis, waar hij aanvankelijk ingeschakeld werd in het dagelijkse actualiteitsmagazine De Kruitfabriek op VIER. Bij de RTBF nam hij verlof zonder wedde.
In 2012 ontving hij de VRG-Alumniprijs.
Vanaf 2015 presenteerde hij op RTL TVI op zondag een politiek praatprogramma. Het stopte in 2024. Sinds 2023 is hij medepresentator van RTLinfo Signatures. In 2024 begon hij met een reportageprogramma Je vous dérange. Hij is ook columnist voor Het Belang van Limburg.
De tweetalige Deborsu is een praktiserend katholiek.
- International Standard Name Identifier: 0000 0003 6897 3717
- Library of Congress Control Number: n2013061195
- MusicBrainz: 0be3db70-a97d-4b1d-bee8-d28984de0139
- Nederlandse Thesaurus van Auteursnamen: 337172285
- Virtual International Authority File: 287101710
- WorldCat: E39PBJp69kk6KbrCM7Wbxyh8md